# Želva ostruhatá
Želva ostruhatá (Centrochelys sulcata) je velká suchozemská želva obývající subsaharské oblasti Afriky.

## Popis
Hlava je trojúhelníkovitá s vysoko posazenýma očima. Krunýř je oválný, vpředu mírně vyhnutý nahoru. Mezi štíty jsou výrazné prohlubně. Barva krunýře je béžová až hnědá. Název "ostruhatá" získala tato želva podle dvou až tří výrazných výrustků vedle ocasu.

## Velikost a věk
Želva ostruhatá je třetí největší želva světa (po galapážské želvě sloní a seyšelské želvě obrovské). Samci dosahují délky 60–90 cm a váhy 45–91 kg, samice 50–70 cm a váhy 25–40 kg. Po vylíhnutí rostou poměrně rychle, z 5–8 cm po narození dorostou na 15–25 cm během několika let. Jako i další želvy, je želva ostruhatá dlouhověká, odhadovaný věk dožití je 50–150 let.

## Rozšíření a habitat
Želva ostruhatá žije na jižní Sahaře a v Sahelu, v polosuchých oblastech (suché stepi a polopouště) od Senegalu, Mali a Mauritánie na západě až po Etiopii a Eritreu na východě. V těchto na vláhu chudých oblastech si želva ostruhatá vyhrabává podzemní úkryty vedoucí do míst s vyšší vlhkostí, kde následně přečkává nejteplejší část dne. Tento způsob chování se nazývá estivace. Úkryty bývají obvykle kolem 0,75 m hluboké, jsou však známy i záhraby o hloubce kolem 3 metrů.

## Potrava
Želva ostruhatá je býložravec. Její potrava sestává především z různých druhů trav a dalších rostlin, bohatých na vlákninu a chudých na proteiny. Přemíra proteinů ve stravě způsobuje pyramidovitý vzhled krunýře. Krmení ovocem rovněž není vhodné.

## Rozmnožování
Ke kopulaci dochází těsně po skončení dešťové sezóny, od září do října. Samci spolu bojují o právo oplodnit samice a jsou přitom obvykle velmi hlasití.
Po 60 dnech od oplození samice začínají hledat vhodné místo pro nakladení vajec. Během 5 až 15 dní obvykle vyhrabou 4 až 5 hnízd, než si zvolí ideální místo pro svou snůšku.
Samice při hrabání vyhazuje z vyhrabávané prohlubně přebytečnou hlínu, do výhrabu se často i vymočí. Když prohlubeň dosáhne kolem 60 cm v průměru a hloubky 7–14 cm, je vykopána další prohlubeň o průměru a hloubce zhruba 20 cm v zadní části původní prohlubně. Budování hnízda může trvat až 5 hodin, rychlost podle všeho závisí na tvrdosti terénu.
Když je hnízdo připraveno, samice do něj začne klást vejce tempem zhruba jedno vejce za 3 minuty. Snůška obsahuje 15–30 vajec. Po nakladení vajec samice hnízdo opět zcela zahrne hlínou, což dělá velmi pečlivě, může jí to zabrat i více než hodinu.
V inkubáriích by teplota měla být nastavena na hodnotu 30–31 °C. Vejce se líhnou po 90 až 120 dnech.

## Ochrana
Želva ostruhatá je vedena v Seznamu ohrožených druhů IUCN jako ohrožená (2024). Je uvedena v seznamu CITES, příloha II, s poznámkou, že u tohoto druhu byla stanovena nulová roční kvóta na vývoz jedinců ulovených v přírodě a určených primárně ke komerčním účelům.

## Želva ostruhatá v českých zoo
V Česku je průkopníkem chovu želv ostruhatých Zoo Plzeň. Podařilo se zde úspěšně odchovat již téměř 600 mláďat. Dále je k vidění například v Zooparku Zájezd, Zoo Ohrada, ZOO Ústí nad Labem, Zoo Dvorec, Zoo Liberec, Zoo Dvůr Králové, Krokodýlí Zoo Praha, Zoo Chleby, Zoo Ostrava, zoo Plasy a Ringelland Habrkovice

## Galerie

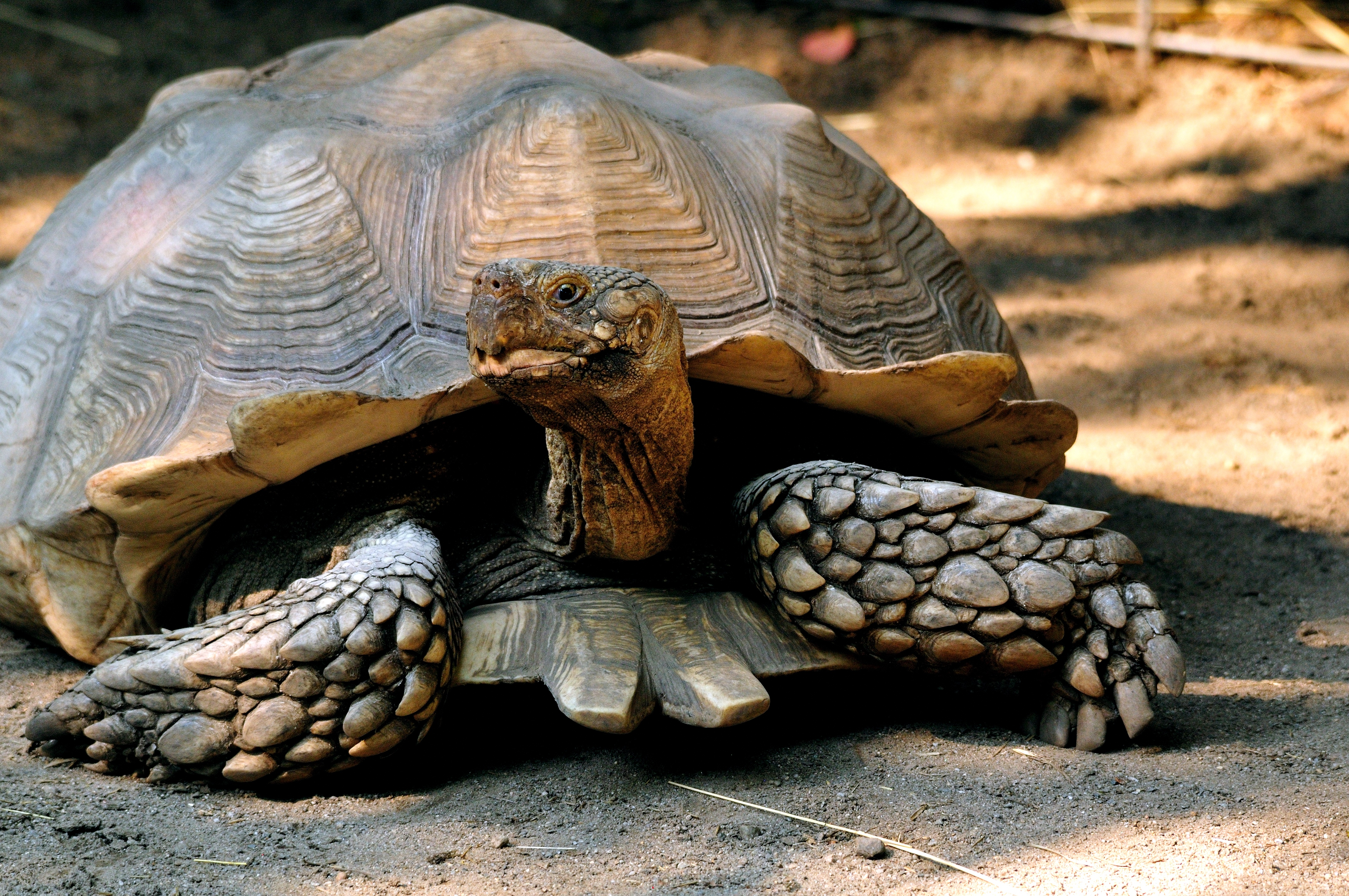
Pohled zepředu
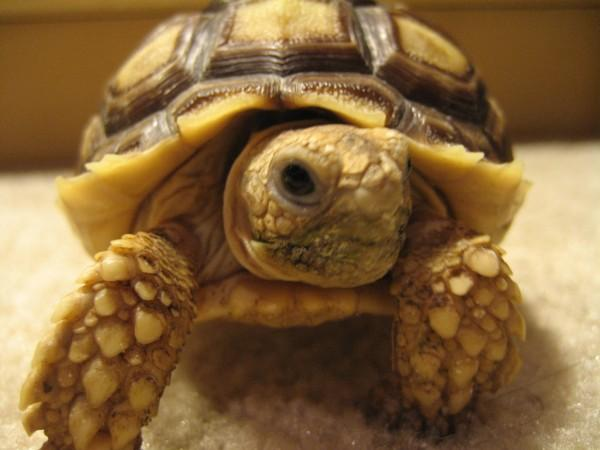
Mládě
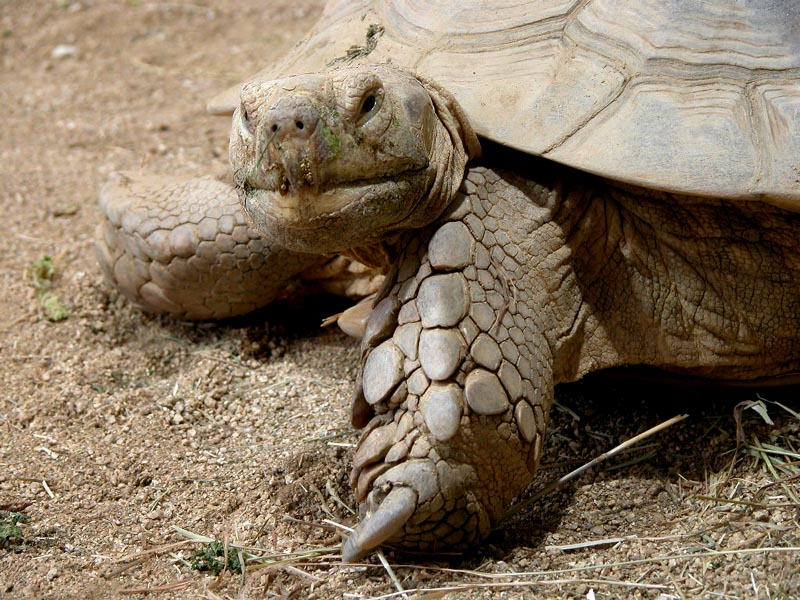
Detail hlavy